# Milan Stipić
Milan Stipić (Bosanski Novi, 28. prosinca 1978.), prelat Katoličke Crkve i trenutačni križevački vladika.

## Životopis

### Mladost i obrazovanje
Rodio se 28. prosinca 1978. godine u Bosanskom Novom od oca Vladislava i majke Vesne (rođ. Oljača). Djetinjstvo je proveo u Lipiku gdje je i kršten. Osnovnu školu pohađao je u Lipiku, a zatim zbog ratnih zbivanja u Zagrebu i u Čazmi. Nakon osnovne škole 1993. godine upisao je Nadbiskupsku klasičnu gimnaziju u Zagrebu i s borarvkom u Međubiskupijskom dječačkom sjemeništu. Godine 1997. ulazi u Grkokatoličko sjemenište u Zagrebu i studira na Katoličkom bogoslovnom fakultetu u Zagrebu. Uz redovni studij aktivno se bavio crkvenom glazbom istočnog obreda. Godinu dana bio je dirigent Ćirilo-Metodova kora. Diplomirao je 2003. godine s temom Povijest Grkokatoličke Crkve na prostoru bivše Jugoslavije iz predmeta ekumenske teologije.

### Svećenička služba
Za đakona je rukopoložen 8. studenog 2002. u konkatedrali svetih Ćirila i Metoda u Zagrebu, a svećeničko rukopoloženje primio je 18. listopada 2003. u grkokatoličkoj katedrali Presvete Trojice u Križevcima. Iste godine započinje službu župnika u grkokatoličkim župama Kaštu (do 2009.) i Radatovićima (do 2012.) u Žumberačkom dekanatu. Godine 2007. dobio je naslov protojereja i preuzeo pastoralnu skrb za grkokatolike u Dalmaciji. Od 2012. župnik je u Jastrebarskom. Osim hrvatskog, govori ruski i ukrajinski jezik.

### Biskupska služba
Nakon što je papa Franjo prihvatio odreknuće mons. Nikole Kekića na mjestu vladike Križevačke eparhije, imenovao je apostolskim upraviteljem iste eparhije Milana Stipića. Stipić je dotad bio protojerej stavrofor Križevačke eparhije i župnik u Jastrebarskom. Vijest o imenovanju objavljena je u Rimu i Zagrebu u 18. ožujka 2019. godine.
Papa Franjo je 8. rujna 2020. objavio kako mons. Stipića imenuje za novog križevačkog vladiku, odnosno biskupom Križevačke grkokatoličke biskupije. Za geslo svoga biskupskog služenja uzeo je riječi iz Psalma 117 (118), 17: „Živjet ću i kazivat ću djela Gospodnja”.
Biskupsko ređenje mons. Stipića slavljeno je u Križevcima 17. listopada 2020. godine. Glavni zareditelj je bio vladika križevački u miru Nikola Kekić, a suzareditelji kardinal Josip Bozanić, nadbiskup i metropolit zagrebački te mons. Giorgio Lingua, apostolski nuncij u Republici Hrvatskoj.

### Novinski članci
- O. Milan Stipić, apostolski administrator Križevačke eparhije. Križevačka eparhija. Pristupljeno 14. veljače 2023.
- Objava imenovanja mons. Milana Stipića križevačkim vladikom. Informativna katolička agencija. Pristupljeno 14. veljače 2023.

### Mrežna sjedišta
- Bishop Milan Stipić. Catholic-Hierarchy.org. Pristupljeno 14. veljače 2023.

| Titule u Katoličkoj Crkvi | Titule u Katoličkoj Crkvi    | Titule u Katoličkoj Crkvi |
| ------------------------- | ---------------------------- | ------------------------- |
| prethodnik Nikola Kekić   | križevački vladika 2020.–... | nasljednik —              |